# پچلنیک (باشقیرستان)
پچلنیک (انگلیسی: Pchelnik, Republic of Bashkortostan) یک شهرک در شهرستان بیژبولیاکسکی باشقیرستان کشور روسیه است.